# Ultra vires
La locuzione latina ultra vires significa "al di là dei poteri". In diritto, se un atto richiede autorità legale, ed è istruito attraverso tale autorità, è caratterizzato dalla legge come intra vires, ossia "nell'ambito dei poteri". Se invece viene istruito senza tale autorità, viene considerato un eccesso di potere. Gli atti intra vires sono considerati legalmente validi, al contrario di quelli ultra vires. Ne discende il principio nec ultra vires ("non oltre i poteri").

## Diritto britannico
La dottrina dell'ultra vires fu elaborata alla fine del settecento per mantenere nei termini delle leggi di autorizzazione le attività delle compagnie ferroviarie e di navigazione interna. Quando poi vennero istituite con legge amministrazioni locali come quelle per l'assistenza ai poveri, i consigli scolastici, i consigli di distretto e di contea, la dottrina in questione venne applicata anche ad esse. Questi enti erano dunque intitolati solo all'esercizio di quei poteri specificamente menzionati nell'atto istitutivo.
La dottrina dell'ultra vires riguardava solo gli enti istituiti con legge del parlamento e non si applicava, pertanto, ai comuni. I "borghi' inglesi, infatti, erano eretti in corporazione e prima del Local Government Act del 1972 erano istituiti con statuto regio (royal charter) in riconoscimento del significato economico e politico delle città in questione. Il rango di borough dava ad esse l'indipendenza dal governo della contea in cui erano geograficamente situate. Il significato giuridico dello statuto consisteva erano nel suo essere esercizio di una prerogativa regia e non parlamentare. Le corporazioni municipali perciò erano corporazioni di diritto comune, tecnicamente non limitate dalla dottrina dell'ultra vires. Essendo libere da questo vincolo, le città godevano potenzialmente di un più alto grado di discrezionalità amministrativa.
A partire dagli anni '50 dell'Ottocento il potere giudiziario tentò di circoscrivere il raggio di azione degli esecutivi municipali entro i limiti dei loro poteri statutari, come se fossero soggetti alla clausola dell'ultra vires; ma, in pratica, le corporazioni godettero di un'ampia autonomia, sia in ordine alle competenze sia in ordine alle modalità del loro esercizio.
La dottrina giuridica secondo la quale le corporazioni municipali costituivano corporazioni di diritto comune resse sino a che le corporazioni municipali vennero abolite dal Local Government Act del 1972. Tuttavia dalla seconda metà del XIX secolo leggi e giurisprudenza intervennero a controllare l'impiego del borough fund, la cassa attraverso cui, secondo l'organizzazione prescritta dal Municipal Corporations Act, tutte le entrate e le spese dovevano obbligatoriamente passare. Vale a dire che le corporazioni continuarono a godere dal punto di vista tecnico di un larga discrezionalità amministrativa, ma la loro facoltà di usare il gettito delle imposte e dei beni patrimoniali venne drasticamente circoscritta.
Il criterio in base al quale la giurisprudenza estese il principio dell'ultra vires ai comuni è stato illustrato da B, Keith-Lucas. Stabilire un differente trattamento per le corporazioni municipali e le altre amministrazioni locali avrebbe costituito un'anomalia ingiustificabile.

## Diritto degli Stati Uniti
Nel diritto societario americano, gli atti "ultra vires" sono quegli atti giuridici o amministrativi, tentati da una società che vanno oltre la portata dei poteri a lei concessi, i cui limiti sono definiti nel suo statuto, o nelle leggi che autorizzano la formazione della società, o in documenti fondanti simili. Atti tentati da una società che vanno oltre la portata del suo statuto, sono nulli o annullabili.